# Калнин, Мартын Томович
Мартын Томович Калнин (14 августа 1896, дер. Адаевка, Рижский уезд, Лифляндская губерния —25 декабря 1968) — советский военачальник, полковник (1944), участник Первой мировой, Гражданской и Великой Отечественной войн.

## Биография
Во время Первой мировой войны 15 января 1915 года был зачислен на службу в запасной полк в Старая Русса и служил во 2-м Рижском стрелковом полку. В 1916 году окончил 1-ю Петергофскую школу прапорщиков, затем вновь продолжил службу во 2-м Рижском стрелковом полку 1-й Латышской стрелковой дивизии. В феврале 1918 года вступил в ряды Рабоче-крестьянской Красной армии. В июне 1918 года воевал на Восточном фронте в составе 5-го особого Латышского стрелкового полка и вместе с ним участвовал в боях в Латвии. В 1919 году он был награжден орденом Красного Знамени.
С сентябре 1927 года исполнял должность начальника 47-го Узбекского погранотряда войск. В 1931 году, окончив курсы при Высшей кавалерийской школе РККА, продолжил служить в отряде. Был ранен в боях с басмачами в Каракумах.
Во время Великой Отечественной войны занимал должность помощника начальника 1-го отделения штаба 238-й стрелковой дивизии Среднеазиатского военного округа. В августа дивизия была переброшена в Ашхабад, затем в Тулу. 14 декабря он совместно с дивизией принимал участие в Тульской и Ржевско-Вяземской наступательных операциях.
С декабре 1942 года он исполнял должность начальника оперативного отделения штаба 43-й гвардейской стрелковой дивизии и вместе с ней, с января 1943 года, принимал участие в ожесточенные боях в составе 11-й армии Северо-Западного фронта. В составе 27-й армии дивизия участвовала в Демянской операции.
В октябре дивизия вошла в состав 22-й армии 2-го Прибалтийского фронта и была передислоцирована в Торопец, а в январе 1944 года принимала участие в Ленинградско-Новгородской операции. В июня Калнин был назначен начальником штаба этой дивизии, которая в составе 130-го стрелкового корпуса 22-й армии принимала участие в Режицко-Двинской, Мадонской и Рижской наступательных операциях. 2 октября 1944 года был назначен командиром 308-й Латышской дивизией. До конца войны воевал вместе с ней. В ноябре 1944 года дивизия входила в состав 22-й армии и принимала участие в ликвидации Курляндской группировки противника. 13 марта 1945 года дивизия перешла в распоряжение 42-й армии.
После войны Калнин продолжал занимать должность командира дивизии.
11 сентября 1946 года был уволен в запас.
Умер 25 декабря 1968 года.

## Награды[2]
- Орден Ленина
- 2 Ордена Красной Звезды
- 2 Ордена Красного Знамени
- Медаль «За победу над Германией в Великой Отечественной войне 1941—1945 гг.»
- Медаль «За оборону Москвы»
- Орден Отечественной войны I степени